# صدون
صدون الكرادسة هي إحدى قرى مركز مديرية الجبين بمحافظة ريمة اليمنية، بلغ تعداد سكانها 4000 نسمة حسب الإحصاء الذي جرى عام 2004.
- الجهاز المركزي للإحصاء بالجمهورية اليمنية
- .المركز الوطني للمعلومات باليمن

## وصلات خارجية
- الجهاز المركزي للإحصاء بالجمهورية اليمنية
- المركز الوطني للمعلومات باليمن